# Мазуров, Виктор Данилович
Ви́ктор Дани́лович Мазуров (род. 31 января 1943 года, Юрак, Челябинская область, РСФСР, СССР) — советский и российский математик, специалист по теории групп, доктор физико-математических наук (1974), профессор (1977), член-корреспондент РАН (2003), заслуженный работник высшей школы РФ (2007).

## Биография
Родился в семье учителей. Закончил семилетку в селе Куваши, среднюю школу в Златоусте. В 1960 году поступил на математико-механический факультет Уральского государственного университета, со студенческих лет занимался теорией групп. По окончании университета в 1966 году перешёл работать в Институт математики СО АН СССР, где получил должность младшего научного сотрудника. В 1967 году защитил диссертацию на соискание степени кандидата физико-математических наук, в 1974 году — докторскую диссертацию. С 1977 года имеет учёное звание профессора. С 1967 года помимо работы в Институте преподаёт на кафедре алгебры и математической логики Новосибирского государственного университета. С 1986 года — заведующий лабораторией теории групп Института математики. В 2003 году избран членом-корреспондентом РАН.
Его брат Владимир Данилович Мазуров — тоже математик.

## Награды
- Орден Почёта (Россия) (11 февраля 2023 года) — за заслуги в научной деятельности и многолетнюю добросовестную работу[2]
- Орден Дружбы (06 декабря 2003 года) — за достигнутые трудовые успехи и многолетнюю добросовестную работу[3]
- Заслуженный работник высшей школы Российской Федерации (27 августа 2007 года) — за заслуги в научно-педагогической деятельности и большой вклад в подготовку квалифицированных специалистов[4]
- Премия имени А. И. Мальцева РАН (2018) — за серию научных работ «Периодические группы с заданными порядками элементов»